# 澀谷24小時
《澀谷24小時》是1997年的日本電影，由原田真人執導。

## 劇情
描述憧憬美國生活的高中生麗莎為籌旅費，而在澀谷進行援助交際。她以一年籌得的30萬日元卻於一晚失去，而目睹經過的樂谷與她向純子尋求協助。三名女孩面對黑社會及地痞流氓等威脅，她們之間的友情亦慢慢醞釀。

## 主要演員
- 佐藤仁美 飾 純子
- 佐藤康惠 飾 樂谷（或譯小樂）
- 岡元夕紀子 飾 麗莎
- 役所廣司 飾 大島

## 簡介

### 名稱
日語名稱為《バウンス ko GALS》，「ko GALS」指日本以前的一種時尚文化：コギャル，或譯109辣妹，流行於1990年代的年輕女性之間。
中文譯名為《澀谷24小時》，指電影題材為於澀谷的24小時中發生的事情，另譯《援助交際俱樂部》；英文則為《Bounce Ko Gals》，另譯《Call Girls》或《Leaving》。

### 信息
此電影描述當時女高中生的賣淫活動，但其背後卻是東京高度物質主義的社會，而且充滿父權社會的建制思想；鏡頭不時採用拍攝腿部的角度，讓觀眾彷彿也是正在偷窺的中年男性。
然而電影亦肯定人性的一面，如女孩間的友情，以至其他如黑社會頭目大島等角色最後網開一面的做法。

## 獲獎
第40屆藍絲帶獎
- 最佳電影獎
- 最佳導演獎 - 原田真人
- 最佳新人獎 - 佐藤仁美

第22屆報知電影獎
- 導演賞 - 原田真人
- 主演男優賞 - 役所廣司（由於本作及同年電影《鰻魚》、《失樂園》獲獎）[5]

## 註
1. ↑  另有25日的說法

## 外部連接
- 互联网电影数据库（IMDb）上《澀谷24小時》的资料（英文）
- 豆瓣电影上《澀谷24小時》的資料 （简体中文）
- バウンス ko GALS - allcinema